# Bárbara
Pour les articles homonymes, voir Barbara (homonymie).
Cet article concerne la footballeuse brésilienne. Pour l'artiste française, voir Barbara.
Bárbara, née le 4 juillet 1988 à Recife, est une footballeuse professionnelle brésilienne. Elle est gardienne de but.

## Carrière

### Rio 2016
Bárbara Barbosa fait partie de l'équipe brésilienne de football féminin aux jeux Olympiques de 2016, elle est dans l'équipe principale.

## Titres
- Jeux panaméricains, 2007
- Championnat sud-américain de football féminin, 2010

## Vie privée
Bárbara est ouvertement lesbienne.